# Dimităr Milanov
Dimităr Milanov (in bulgaro Димитър Миланов?; Sofia, 18 ottobre 1928 – Sofia, 1995) è stato un calciatore bulgaro, di ruolo attaccante.

## Carriera
Fu capocannoniere del campionato bulgaro nel 1949, nel 1951 e nel 1957. Prese parte con la sua Nazionale alle Olimpiadi del 1952 ed a quelle del 1956, ottenendo una medaglia di bronzo in queste ultime.